# Szent Hiltrud
Szent Hiltrud (franciául: Hiltrude), (? – 769. szeptember 27.) szentként tisztelt, kora középkori apáca.
Grófi családból származott, és szülei Liessier-i birtokán – bátyja, Gantrád apát felügyelete mellett – egy kis cellában reclusaként élte az életét. Ünnepnapját halála napján, szeptember 27-én ülik az egyházban.